# Communauté de communes du canton de Laissac
 (décembre 2020).
La  communauté de communes du canton de Laissac  est une ancienne communauté de communes française, située dans le département de l'Aveyron.

## Composition
Elle est composée des communes suivantes :
| Nom                              | Code Insee | Gentilé      | Superficie (km2) | Population (dernière pop. légale) | Densité (hab./km2) |
| -------------------------------- | ---------- | ------------ | ---------------- | --------------------------------- | ------------------ |
| Laissac-Sévérac l'Église (siège) | 12120      |              | 33,90            | 2 120 (2017)                      | 63                 |
| Bertholène                       | 12026      | Bertholénois | 46,96            | 1 021 (2014)                      | 22                 |
| Gaillac-d'Aveyron                | 12107      | Gaillaciens  | 29,03            | 305 (2014)                        | 11                 |
| Palmas d'Aveyron                 | 12177      |              | 43,58            | 1 024 (2017)                      | 23                 |
| Vimenet                          | 12303      | Vimenetois   | 20,95            | 250 (2014)                        | 12                 |

## Administration

### Présidence
| Période | Période       | Identité         | Étiquette | Qualité                                |
| ------- | ------------- | ---------------- | --------- | -------------------------------------- |
| 2008    | décembre 2016 | Jean-Paul Peyrac | DVD       | Maire de Cruéjouls, conseiller général |

## Sources
- Base de données ASPIC pour l'Aveyron, édition 11/2006.
- le SPLAF pour l'Aveyron, édition 11/2006.